# Lycaena postnigricosta
Lycaena postnigricosta är en fjärilsart som beskrevs av Barend J. Lempke 1954. Lycaena postnigricosta ingår i släktet Lycaena och familjen juvelvingar. Inga underarter finns listade i Catalogue of Life.